# The War Report
Albums de Capone-N-Noreaga
The Reunion
(2000)
Singles
1. Illegal Life
Sortie : 1996
2. T.O.N.Y. (Top of New York)
Sortie : 1996
3. Closer
Sortie : 1997
4. Capone Bone
Sortie : 1997

The War Report est le premier album studio de Capone-N-Noreaga, sorti le 17 juin 1997.
Tragedy Khadafi a été très impliqué dans l'écriture de cet album et a été considéré, à cette époque-là, comme le troisième membre non officiel du groupe. Il apparaît dans plus de la moitié des titres.
En dépit de son contenu underground, l'album a été un succès commercial, se classant 4e au Top R&B/Hip-Hop Albums et 21e au Billboard 200.

## Liste des titres
| No  | Titre                                                                    | Contient un (des) sample(s) de | Durée |
| --- | ------------------------------------------------------------------------ | --- | ----- |
| 1.  | Intro                                                                    | | 1:32  |
| 2.  | Bloody Money                                                             | Impeach the President des Honey Drippers Philadelphia Morning de Bill Conti                                                                                                 | 4:33  |
| 3.  | Driver's Seat (featuring Imam T.H.U.G. et Busta Rhymes)                  | Do the Thing That’s Best for You de Willie Hutch | 3:40  |
| 4.  | Stick You (featuring Tragedy Khadafi)                                    | Orange Was the Color of Her Dress, Then Silk Blues de Charles Mingus | 4:43  |
| 5.  | Parole Violators (featuring Havoc et Tragedy Khadafi)                    | | 2:30  |
| 6.  | Iraq (See the World) (featuring Castro, Musaliny, Mendosa & Troy Outlaw) | Night Song de Noel Pointer | 5:33  |
| 7.  | Live On, Live Long                                                       | Who's Gonna Take the Blame de Smokey Robinson and The Miracles | 4:50  |
| 8.  | Neva Die Alone (featuring Tragedy Khadafi)                               | | 3:23  |
| 9.  | T.O.N.Y. (Top of New York) (featuring Tragedy Khadafi)                   | Speak Her Name de Walter Jackson | 4:28  |
| 10. | Channel 10 (featuring Tragedy Khadafi)                                   | M5 (SK 7) de Roy Budd | 3:21  |
| 11. | Capone Phone Home (Interlude)                                            | | 1:43  |
| 12. | Thug Paradise (featuring Tragedy Khadafi)                                | Theme From S.W.A.T. de Rhythm Heritage | 3:30  |
| 13. | Capone Bone                                                              | Step Into Our Life de Roy Ayers et Wayne Henderson Cruisin' de D'Angelo | 3:37  |
| 14. | Halfway Thugs                                                            | A Change Is Gonna Come d'Aretha Franklin Only Because of You de Roger Hodgson                                                                                               | 3:13  |
| 15. | L.A L.A (Kuwait Mix) (featuring Mobb Deep et Tragedy Khadafi)            | The Letter d'Al Green Scratchin' du Magic Disco Machine Rock Me Again & Again & Again & Again... de Lyn Collins Don't Tell It de James Brown Open Sesame de Kool & the Gang | 4:49  |
| 16. | Capone-N-Noreaga Live (Interlude)                                        | | 2:43  |
| 17. | Illegal Life (featuring Havoc)                                           | | 3:49  |
| 18. | Black Gangstas (featuring Tragedy Khadafi)                               | Olhos De Gato de Gary Burton | 2:59  |
| 19. | Closer (featuring Nneka)                                                 | Closer Than Friends de Surface | 4:04  |
| 20. | Capone Phone Home (Outro)                                                | | 1:33  |